# Plancheite
La plancheite è un minerale.